# Sebastiano Vitale
Sebastiano Vitale (ur. 1975 w Turynie) – włoski fotograf i podróżnik, artysta sztuk wizualnych.
Ukończył studia na Uniwersytecie w Turynie. Jest autorem fotoreportaży dla takich magazynów europejskich jak XL, Traveller, New Internationalist, Equestrio, Oxygen. Współpracował z Pulitzer Center on Crisis Reporting.
Jego projekty – 8081.com i Hell.com zostały przedstawione m.in. w Muzeum Sztuki Współczesnej w San Francisco, Brooklyn Academy of Music w Nowym Jorku, podczas Festiwalu muzycznego FIB w Benicassim, na targach sztuki ARCO oraz w Centrum Sztuki i Technologii Mediów ZKM w Karlsruhe.
W roku 2006 współpracował z Gary Smith Productions przy ceremonii otwarcia i zamknięcia XX Zimowych Igrzysk Olimpijskich w Turynie. W 2007 roku opublikował powieść „Diari di un Aristopunk”.
Jest autorem projektu multimedialnego COCALAND, który w 2010 r. został przedstawiony w MIPDoc w Cannes. W 2012 roku zrealizował instalację wizualną w nowym terminalu lotniska w Atlancie (USA).